# Ganties
Ganties (em occitano:  Gantias) é uma comuna francesa na região administrativa da Occitânia, no departamento do Alto Garona. Estende-se por uma área de 12.03 km², com 325 habitantes, segundo o censo de 2018, com uma densidade de 27 hab/km².